# Tempête sur les Mauvents
Pour plus de détails, voir Fiche technique et Distribution.
Tempête sur les Mauvents (Malaire) est un film franco-espagnol, sorti en 1952.

## Synopsis
Le père Noguère - berger dans les Pyrénées françaises - demande à voir un prêtre pour se confesser avant de mourir. Un soir il a aperçu des silhouettes près de son troupeau, pensant à des voleurs, il a tiré avec son fusil et touché une femme. Avec l'aide de son fils Juste, il l'a soignée, puis remise sur pied, elle a travaillé dur pour eux. Plus tard, souhaitant partir retrouver son compagnon en Espagne, le père lui dit qu'il a été tué lorsqu'il a franchi la frontière. Juste est mobilisé en 1939 lors de la drôle de guerre.

## Fiche technique
- Titre original : Malaire
- Titre français : Tempête sur les Mauvents
- Réalisation : Gilbert Dupé et Alejandro Perla (es)
- Scénario : André-Paul Antoine, Manuel Cardenal, Alejandro Perla, Jack Sanger et Jean de La Varende d'après le roman Les Mauvents de Gilbert Dupé
- Photographie : Jules Kruger
- Musique : Marcel Delannoy
- Pays d'origine : France - Espagne
- Genre : drame
- Durée : 82 minutes
- Date de sortie : 1952
- Affiche : Claire Finel (France)

## Distribution
- Charles Vanel : Noguère aîné
- Andrée Debar : Catherine-Charlotte Garcia dite Catoune
- Francisco Arenzana : Juste Noguère
- Arturo Marín : Jérôme Noguère
- Alfonso de Córdoba
- Manuel Guitián